# P.A. Farrant
P.A. Farrant (n. 1950) es un naturalista, y paleobotánico australiano. Desarrolla actividades académicas en la Universidad de Nueva Gales del Sur.

## Algunas publicaciones
- 2001. Revision of Blechnum (Blechnaceae) in Malesia. Blumea 46: 283-350

- r.j. King, p.a. Farrant. 1987. The phenology of the Dictyotales . En: Bot. Mar. 30: 341-350